# Pierre Grosser
Pour les articles homonymes, voir Grosser.
Pierre Grosser, né le 21 février 1963, est un historien français, spécialiste de l'histoire des relations internationales et plus spécifiquement de la Guerre froide et de la Guerre d'Indochine, et des enjeux mondiaux contemporains,. 
Professeur agrégé détaché à Sciences Po Paris depuis 1996, il y enseigne l'histoire des relations internationales et les enjeux mondiaux et contemporains d'un point de vue historique.

## Biographie

### Jeunesse et formation
Il est le fils du politologue et historien français Alfred Grosser.
Agrégé d'histoire en 1985, il soutient en 2002 sa thèse de doctorat intitulée La France et l'Indochine (1953-1956) : une « carte de visite » en « peau de chagrin », sous la direction de Pierre Milza à l'IEP de Paris. 

### Carrière universitaire
Pierre Grosser devient professeur détaché à Sciences Po Paris en 1996. Depuis 2015, il dispense un cours sur les « Héritages stratégiques du XXe siècle » à l'École des affaires internationales (Paris School of International Affairs ou PSIA) de l'Institut d'études politiques de Paris. 
Il est membre du Centre d'histoire de Sciences Po,,.
Pierre Grosser a également enseigné à l'Université de Georgetown en 2014, à l'Université de Québec à Montréal, à l'Université de Montréal (en 2015 et 2016) et à l'Université Laval à l'hiver 2017.
Il a été directeur des études de l'Institut diplomatique du ministère des Affaires étrangères dès sa création, en 2001, jusqu'en 2009,.

## Travaux
Les domaines de recherche de Pierre Grosser englobent les questions de sécurité et défense, de relations internationales, la Seconde Guerre mondiale, le colonialisme, la Guerre froide, l'histoire des conflits et de la pacification.

### Histoire de la Guerre froide
À l'origine spécialiste de la Guerre froide, il s'intéresse également désormais aux enjeux du monde post-Guerre froide, et au poids des héritages historiques sur les relations internationales contemporaines.
De 2015 à 2017, il est invité à plusieurs reprises sur la radio publique France Culture, notamment dans dix épisodes de l'émission feuilleton La Fabrique de la Guerre froide,.

### L'Asie dans les relations internationales
Dans son ouvrage L'Histoire du Monde se fait en Asie (mai 2017) qui « se nourrit des travaux de nombreux chercheurs asiatiques et offre un regard décalé sur l'histoire des relations internationales » selon sa revue par François Bougon dans Le Monde, Pierre Grosser soutient que le rôle du continent asiatique dans l'histoire du XXe siècle est central depuis 1905 et la défaite russe face aux Japonais, malgré le fait qu'il reste « un aspect à tort méconnu de l'histoire des relations internationales ». 
Il y affirme notamment que, dans la première partie du XXe siècle, la montée en puissance de l'Allemagne (à travers le IIe puis le IIIe Reich) n'est pas aussi importante que la crise puis la montée en puissance de l'Empire russe et ensuite de l'Union soviétique, ainsi que les relations anglo-russes sur le continent asiatique,. Plus généralement, il considère qu'« aujourd'hui, c'est le passé des relations sino-japonaises ou sino-indiennes, les contentieux territoriaux en Asie, ou les origines de la question coréenne qu'il faut connaître pour comprendre l'Asie du XXIe siècle et anticiper notre avenir, qui dépend de ce qui se passe en Extrême-Orient ».

## Publications
- L'autre guerre froide. La confrontation Etats-Unis/Chine, Paris, CNRS Éditions, mars 2023, 392 p.
- L'Histoire du monde se fait en Asie. Une autre vision du XXe siècle, Paris, Odile Jacob, mai 2017, 655 p. (ISBN 978-2-7381-3623-7)
- Traiter avec le diable ? Les vrais enjeux de la diplomatie au XXIe siècle, Paris, Odile Jacob, octobre 2013, 365 p. (ISBN 978-2-7381-2771-6)
- 1989, l'année où le monde a basculé, Perrin, 2009, 605 p. (ISBN 978-2-262-03032-2 et 2-262-03032-4) (Prix des Ambassadeurs 2010)
- Guerres et crises au XXe siècle, Paris, Hachette, 2001, 190 p. (ISBN 2-01-145462-X)
- Pourquoi la Seconde Guerre mondiale ?, Bruxelles, Complexe, 1999, 303 p. (ISBN 2-87027-777-6, lire en ligne), rééd. 2022, André Versaille, 448 p.
- Les temps de la guerre froide. Réflexions sur l'histoire de la guerre froide et les causes de sa fin, Bruxelles, Complexe, 1995, 466 p. (ISBN 2-87027-559-5, lire en ligne)

## Distinctions
En juin 2010, Pierre Grosser reçoit le prix des Ambassadeurs pour son ouvrage 1989, l'année où le monde a basculé,.